# Albert Tomàs
Albert Tomàs (ur. 19 grudnia 1970) – hiszpański piłkarz występujący na pozycji obrońcy.

## Życiorys
Wychowanek FC Barcelona, występował między innymi w drużynach U-18 i U-19 tego klubu. Na początku 1988 roku zadebiutował w drużynie Barcelona Aficionados. W 1989 roku spadł z nią z Segunda División B. Rok później rozpoczął występy w drużynie Barcelona Atlético, z którą awansował w sezonie 1990/1991 do Segunda División. W sezonie 1991/1992 stał się podstawowym graczem tej drużyny, rozgrywając w ciągu dwóch sezonów 68 spotkań na drugim poziomie rozgrywek w Hiszpanii. W 1993 roku został wypożyczony na rok do UE Lleida. W barwach tego klubu rozegrał 22 mecze w Primera División, debiutując 5 września w przegranym 0:1 meczu z CD Tenerife. W 1994 roku został pozyskany przez Albacete Balompié, w barwach którego rozegrał 40 spotkań w Primera División, wystąpił także w półfinale Pucharu Króla w 1995 roku. W sezonie 1995/1996 spadł z Albacete z ligi, po czym występował w tym klubie przez kolejny sezon. W 1997 roku przeszedł do CD Toledo. W lipcu 1998 roku został na pół roku wypożyczony do Vissel Kobe. W barwach tego klubu wystąpił w 17 meczach J.League, debiutując 25 lipca w przegranym 2:3 meczu z Kashima Antlers. Na początku 1999 roku wrócił do Toledo, a latem podpisał kontrakt z Levante UD, gdzie grał do 2001 roku. Sezon 2001/2002 spędził na grze w Gimnàstiku Tarragona, z którym spadł wówczas z Segunda División. Następnie grał w CE Sabadell, w którym zakończył karierę w 2004 roku.

## Statystyki ligowe
| Sezon         | Klub                     | Liga               | Mecze | Gole |
| ------------- | ------------------------ | ------------------ | ----- | ---- |
| 1987/1988     | FC Barcelona Aficionados | Segunda División B | 2     | 0    |
| 1988/1989     | FC Barcelona Aficionados | Segunda División B | 5     | 0    |
| 1990/1991     | FC Barcelona Atlético    | Segunda División B | 2     | 0    |
| 1991/1992     | FC Barcelona B           | Segunda División B | 35    | 1    |
| 1992/1993     | FC Barcelona B           | Segunda División   | 33    | 0    |
| 1993/1994     | UE Lleida                | Primera División   | 22    | 0    |
| 1994/1995     | SD Albacete Balompié     | Primera División   | 13    | 0    |
| 1995/1996     | SD Albacete Balompié     | Primera División   | 27    | 0    |
| 1996/1997     | SD Albacete Balompié     | Segunda División   | 16    | 0    |
| 1997/1998     | CD Toledo                | Segunda División   | 36    | 3    |
| 1998          | Vissel Kobe              | J.League           | 17    | 1    |
| 1998/1999 (w) | CD Toledo                | Segunda División   | 9     | 0    |
| 1999/2000     | Levante UD               | Segunda División   | 30    | 4    |
| 2000/2001     | Levante UD               | Segunda División   | 31    | 3    |
| 2001/2002     | Gimnàstic de Tarragona   | Segunda División   | 23    | 1    |
| 2002/2003     | CE Sabadell FC           | Segunda División   | 8     | 1    |
| 2003/2004     | CE Sabadell FC           | Segunda División   | 10    | 0    |